# Paul White (attore)
Paul White (Hopkinsville, 1º maggio 1925 – Hopkinsville, 12 aprile 1978) è stato un attore statunitense, uno dei principali attori bambini afroamericani negli anni trenta, attivo dal 1931 al 1942 (tra i 6 e i 17 anni d'età).

## Biografia
Paul White nasce a Hopkinsville (Kentucky) nel 1925.  Il suo primo impegno è nel 1931-32 quando interpreta il personaggio di "Herman Washington" in una serie di 7 cortometraggi ispirati alle storie di Penrod e che hanno come protagonista il piccolo Billy Hayes. La serie è una delle tante che all'epoca cercano di sfruttare il modello e il successo delle Simpatiche canaglie, pur non eguagliandone la popolarità. A fianco di White è un altro piccolo attore afroamericano, Ed Edwards (nei panni di "Vermin Washington"), per il quale questa pero' rimarrà la sola esperienza cinematografica.
White invece torna a recitare nel 1937 con un ruolo di un certo rilievo in Adventure's End dove è il mozzo della nave con John Wayne. Segue, tra il 1937 e il 1942, una lunga serie di ruoli accreditati in importanti produzioni cinematografiche, fatto questo abbastanza inconsueto all'epoca quando gli attori bambini afroamericani erano relegati il più delle volte in parti del tutto marginali o impiegati in cortometraggi. White si afferma così con Matthew Beard, Billie Thomas e Philip Hurlic come uno tra i più noti attori bambini afroamericani degli anni trenta.
I ruoti che gli sono affidati sono ancora fortemente stereotipati. Anche se sono scomparsi alcuni dei tratti più marcatamente degradanti e caricaturali comuni ai decenni precedenti, il cinema di Hollywood sembra non riuscire a concepire il bambino afroamericano se non come qualcuno la cui vita è interamente votata al servizio o all'intrattenimento dei bianchi. In Boy of the Street (1937) White sacrifica la propria vita per salvare quella del capo gang Jackie Cooper. Più comunemente è un piccolo servitore o stalliere.
Con l'arrivo dell'adolescenza i soli ruoli accettati sono quelli del cantante e ballerino oppure quello negativo del delinquente. White li ricopre entrambi, il primo nel serial cinematografico dedicato alle storie di Scattergood Baines, il secondo come il più giovane membro di una gang, gli Harlem Tuff-Kids.
Il cinema di Hollywood ha ancor meno da offrire ad un attore afroamericano adulto. L'esperienza cinematografica di White si conclude agli inizi degli anni quaranta, dopo qualche cortometraggio musical nel circuito dei film con cast interamente afroamericano.
Trascorso il resto della vita lontano dal mondo del cinema, White muore nel 1958 nella sua cittadina natale in Kentucky, all'età di 52 anni.

## Filmografia

### Cortometraggi
- Penrod (serial cinematografico) - 7 episodi:

1. Snakes Alive, regia di Alfred J. Goulding (1931)
2. Batter Up!, regia di Alfred J. Goulding (1931)
3. One Good Deed, regia di Alfred J. Goulding (1931)
4. Detectuvs, regia di Alfred J. Goulding (1932)
5. His Honor -- Penrod, regia di Alfred J. Goulding (1932)
6. Hot Dog, regia di Alfred J. Goulding (1932)
7. Penrod's Bull Pen, regia di Alfred J. Goulding (1932)

### Lungometraggi
- Adventure's End, regia di Arthur Lubin (1937)
- Boy of the Streets, regia di William Nigh (1937)
- My Old Kentucky Home, regia di Lambert Hillyer (1938)
- Sing, You Sinners, regia di Wesley Ruggles (1938)
- Boy Slaves, regia di P.J. Wolfson (1939)
- Carolina Moon, regia di Frank McDonald (1940)
- Give Us Wings, regia di Charles Lamont (1940) - non accreditato
- Scattergood Baines, serial cinematografico - 4 film:

1. Scattergood Baines, regia di Christy Cabanne (1941)
2. Scattergood Pulls the Strings, regia di Christy Cabanne (1941)
3. Scattergood Meets Broadway, regia di Christy Cabanne (1941)
4. Scattergood Rides High, regia di Christy Cabanne (1942)

- Pot o' Gold, regia di George Marshall (1941) - non accreditato
- Lady Be Good, regia di Norman Z. McLeod (1941) - non accreditato
- Lady for a Night, regia di Leigh Jason (1942) - non accreditato
- Take My Life, regia di Harry M. Popkin (1942)